# Variabile Beta Cephei
Una variabile Beta Cephei, chiamata a volte anche variabile Beta Canis Majoris, è un tipo di stella variabile pulsante: le sue variazioni di luminosità sono causate da pulsazioni della superficie della stella. Sono stelle generalmente molto massicce, con masse che vanno da 8 a 25 volte quella del Sole, di classe B0-B2 III-V e temperature superficiali di 20-30.000 kelvin.

## Descrizione
Il prototipo di questo tipo di stelle, Beta Cephei, mostra una variazione di magnitudine apparente da +3,16 a +3,27 con un periodo di 4,57 ore. Il prototipo alternativo è Beta Canis Majoris (Mirzam) che varia dalla magnitudine apparente +1,93 a +2,00 in periodi multipli di circa 6 ore.
Il punto di massima luminosità di una variabile Beta Cephei corrisponde approssimativamente alla massima contrazione della stella. Tipicamente le variabili Beta Cephei cambiano luminosità da 0,01 a 0,3 magnitudini con periodi da 0,1 a 0,6 giorni. Tuttavia se queste stelle vengono osservate all'ultravioletto (dove emettono la maggior parte della loro radiazione), le variazioni di luminosità sono più ampie, fino a una magnitudine.
Le variabili Beta Cephei sono di tipo spettrale B0-B3, hanno masse comprese fra le 9 e le 17 M⊙ e nel diagramma di Hertzsprung-Russell si collocano leggermente al di sopra della sequenza principale, con magnitudine assoluta tra -3 e -5.
Si suppone che siano stelle che stanno abbandonando la sequenza principale e subiscono per questo una lenta espansione e una diminuzione di densità, che causa un aumento nel periodo di pulsazione.
Queste stelle non vanno confuse con le variabili Cefeidi, che invece prendono il loro nome da Delta Cephei. Tuttavia, benché le due classi di variabili siano differenti, i meccanismi che presiedono alla loro variabilità sono in parte simili. Se la variabilità delle Cefeidi è dovuta alla ionizzazione dell'elio degli strati superficiali della stella e alla opacità dell'elio ionizzato, la variabilità delle stelle Beta Cephei sembra essere dovuta alla presenza di ferro negli strati superficiali di tali stelle e alla sua notevole opacità intorno a temperature di 100.000-200.000 K. Le pulsazioni sarebbe quindi dovute al meccanismo κ in cui sarebbe coinvolto il ferro. La maggiore o minore presenza di ferro determinerebbe se una stella massiccia è destinata a diventare una Beta Cephei o meno.

## Principali stelle variabili Beta Cephei
| Nome tradizionale | Nomenclatura di Bayer | Tipo spettrale  | Magnitudine apparente massima | Ampiezza variazione (magnitudine) | Periodo (giorni) |
| ----------------- | --------------------- | --------------- | ----------------------------- | --------------------------------- | ---------------- |
| Hadar o Agena     | Beta Centauri         | B1 III          | 0,61                          | 0,045                             | 0,3              |
| Mimosa o Becrux   | Beta Crucis           | B0.5 IV         | 1,23                          | 0,08                              | 0,2365           |
| Shaula            | Lambda Scorpii        | B1.5 IV         | 1,59                          | 0,06                              | 0,214            |
| Mirzam            | Beta Canis Majoris    | B1 II-III       | 1,97                          | 0,07                              | 0,251            |
|                   | Epsilon Centauri      | B1 III          | 2,29                          | 0,02                              | 0,1694           |
|                   | Alfa Lupi             | B1.5 III        | 2,29                          | 0,05                              | 0,2599           |
| Girtab            | Kappa Scorpii         | B1.5 III        | 2,41                          | 0,01                              | 0,198            |
| Myia              | Alfa Muscae           | B2 IV-V         | 2,68                          | 0,05                              | 0,09             |
| Decrux            | Delta Crucis          | B2 IV           | 2,78                          | 0,06                              | 0,151            |
| Algenib           | Gamma Pegasi          | B2 IV           | 2,78                          | 0,11                              | 0,1518           |
| Al Niyat          | Sigma Scorpii         | B2 III + O9.5 V | 2,86                          | 0,08                              | 0,2468           |
|                   | Épsilon Persei A      | B0.5 V          | 2,88                          | 0,12                              | 0,095            |
| Ke Kwan           | Kappa Centauri        | B2 IV           | 3,13                          | 0,01                              | 0,095            |
| Alfirk            | Beta Cephei           | B2 III          | 3,16                          | 0,11                              | 0,19             |
|                   | Delta Lupi            | B1.5 IV         | 3,20                          | 0,04                              | 0,1655           |
|                   | Theta Ophiuchi        | B2 IV           | 3,25                          | 0,06                              | 0,14             |

1. ↑  Stella tripla, anche variabile binaria a eclisse